# 威廉斯崖
77°35′S 166°47′E / 77.583°S 166.783°E
威廉斯崖（英語：Williams Cliff），是南極洲的山崖，位於羅斯島，處於巴恩角以東11公里的埃里伯斯火山西南坡，由英國探險隊繪入地圖，現時由南極條約體系管理。